# Cleopatra (mitología)
En la mitología griega, Cleopatra (Κλεοπάτρα, «gloria de su padre») o Cleóbula,[cita requerida] era una hija de Bóreas, el viento del norte, y de Oritía, hija de Erecteo; y hermana de Quíone, Zetes y Calais. Apolodoro dice que «Fineo desposó a Cleopatra, en la que engendró a Plexipo y Pandión. Después de haber tenido de Cleopatra estos hijos, se casó con Idea, hija de Dárdano. Ésta acusó falsamente a sus hijastros de intento de seducción y Fineo, creyéndola, los cegó; al arribar allí los argonautas con Bóreas, lo castigaron». Otros dicen que los hijos de Fineo y Cleopatra se llamaban Gerimbas y Aspondo, o Polidéctor (Polidecto) y Polidoro, o bien Partenio y Crambis.
Diodoro, en cambio, expande su narración. Dice que los líderes de los argonautas arribaron a Tracia, al país sobre el que reinaba Fineo. Allí se encontraron con dos jóvenes que como castigo habían sido arrojados a un foso donde eran continuamente azotados. Se trataba de los hijos de Fineo y Cleopatra. A causa del atrevimiento y las acusaciones calumniosas de su madrastra, recibían de su padre el injusto castigo descrito. Fineo, en efecto, se había casado con Idea, hija de Dárdano, rey de los escitas, y, dispuesto a satisfacer todos sus deseos a causa de su amor por ella, dio crédito a la acusación de que los hijos que él había tenido en un anterior matrimonio habían usado la fuerza para ultrajar a su madrastra, queriendo de este modo complacer a su madre. Y cuando Heracles y sus compañeros aparecieron de improviso, los jóvenes que se encontraban en aquella penosa situación invocaron a los jefes como si fueran dioses y, mostrándoles las causas de la inicua conducta de su padre, les rogaron que les liberasen de su infortunio. Entonces, unos jóvenes que habían navegado en compañía de Heracles, los llamados Boréadas, que eran hermanos de Cleopatra, fueron los primeros, según se dice a causa de su parentesco, en lanzarse en ayuda de los dos hijos; rompieron las ataduras que tenían alrededor de sus cuerpos y mataron a los bárbaros que se les enfrentaron. Heracles finalmente también liberó a la desdichada Cleopatra, que se encontraba presa en una cárcel.